# Брайчино
Брайчино(мак. Брајчино) — село в общині Ресен, у Північній Македонії. Село знаходиться в долині на західних схилах гірського масиву Пелістер, на висоті близько 1000 м над рівнем моря. Відстань до адміністративного центру общини Ресена складає 32 км. На заході межує з селом Любойно, у 2 км на південь знаходиться кордон з Грецією. В 5 км на захід від центру села знаходиться берег озера Преспа. Через село тече річка Брайчинська.

## Географія
Брайчино знаходиться приблизно посередині долини, що спускається від південних вершин гірського масиву Пелістер та утворена численними гірськими потоками, що зливаються у річку Брайчинську (або Стару). Середня висота села — 1000 м над рівнем моря. Схили гір навколо Брайчино порослі листяними (бук, дуб, явір) та хвойними (ялина, сосна, смерека) лісами.
Площа території села — 60,2 км² (6020 га), з них 2424 га під пасовиськами, 2788 га приходиться на ліси, 498,1 га обробляється.
Клімат відносно вологий, кількість опадів — 900 мм на рік, що в середньому більше, ніж у низинних районах долини Преспи.

## Історія
Село відоме з XII чи XIII століття як православне та слов'янське. У документах Османської імперії згадується від 1568—1569 років. У 1902—1903 роках після низки македонських повстань під тиском Російської імперії на македонських територіях усі населені пункти з православним населенням мали віднести до «грецьких», «болгарських» чи «сербських», то Брайчино, як і дальше село Дольно-Дупені, було віднесено до «грецьких», тоді як сусіднє Любойно — до «болгарських», попри те, що в усіх селах люди спілкувалися однією мовою та здебільшого були родичами.Після Першої балканської війни 1912 року перейшло до володінь Сербії.
1921 року відкрилася школа. У 1952 році на річці було побудовано малу ГЕС та проведено електрику в Брайчино. 1975 року проведено водогін, 1977 — асфальтову дорогу, а 1988 — телефонний зв'язок. 1998 року було заасфальтовано вулиці села.

## Населення
Населення села стрімко скорочується попри високий туристичний потенціал місцевості. У 1961 році в селі було 795 мешканців, а 1994 року — лише 212. Чимало чоловіків залишали село та їхали на заробітки за традицією, що мала назву «печалба» ще з XIX століття. У 1950-ті — 1960-ті дехто нелегально переходив югославсько-грецький кордон у горах та шукав роботи поза соціалістичним табором, зокрема в Австралії.
Виділяють окремий брайчинський діалект македонської мови, який відрізняється від говорів сіл долини Преспи.

## Економіка та інфраструктура

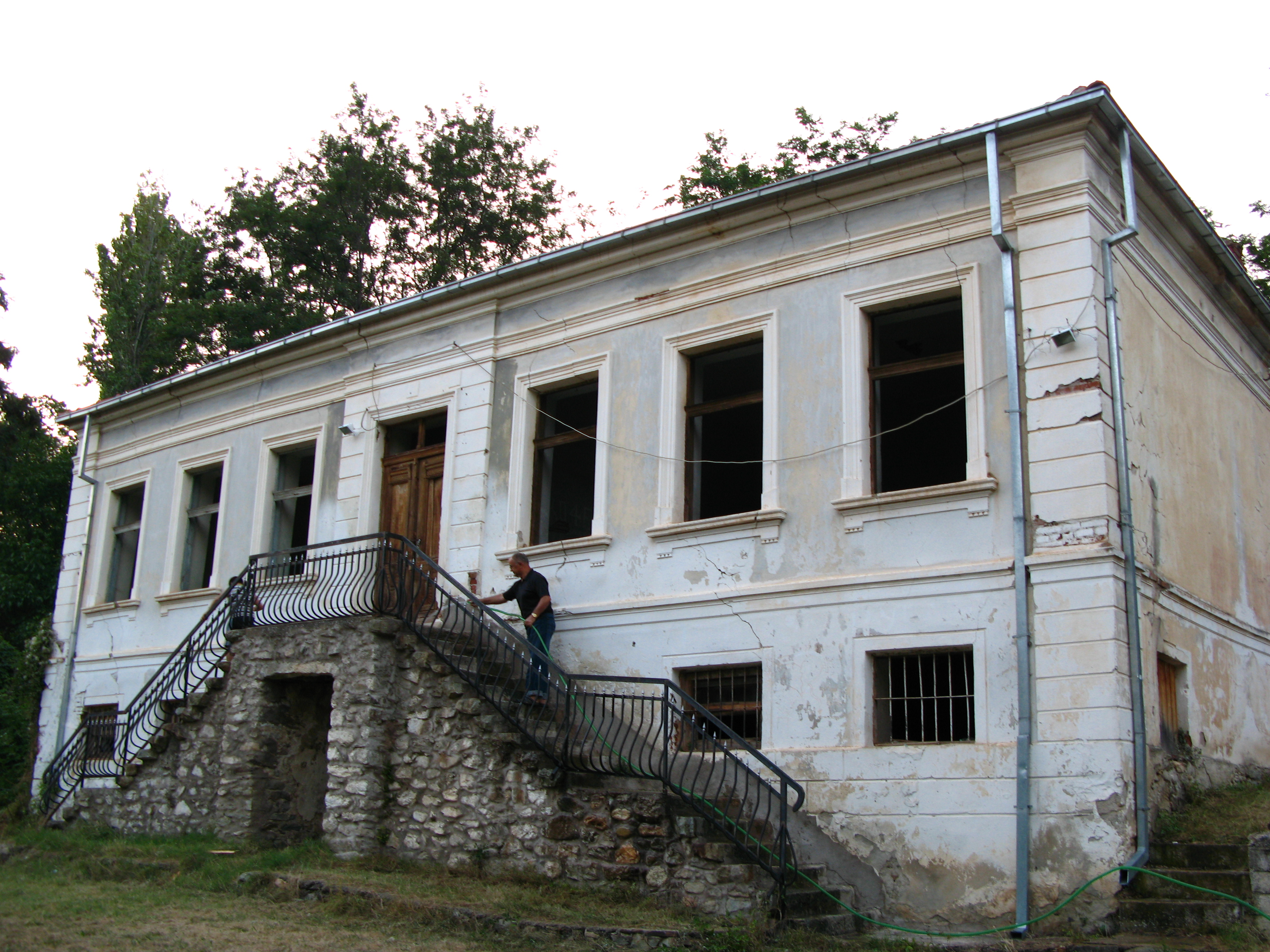
Порожня будівля школи

Населення займається сільським господарством. Поширені тваринництво (корови, вівці, кози, кури тощо) та рослинництво (зернові та овочеві культури).
Туризм розвивається повільно. Станом на 2010 рік у селі було 68 місць для туристів, з них 24 ліжка в монастирі, а інші — в приватних будинках. Всі родини, що надають туристичні послуги, об'єднані в громадську організацію та координують ціни, знижуючи конкуренцію.
Працюють магазини та кафе. Була 4-класна початкова школа, яка не працює.
На річці Брайчинська 1964 року встановлено метеорологічну станцію.

## Пам'ятки

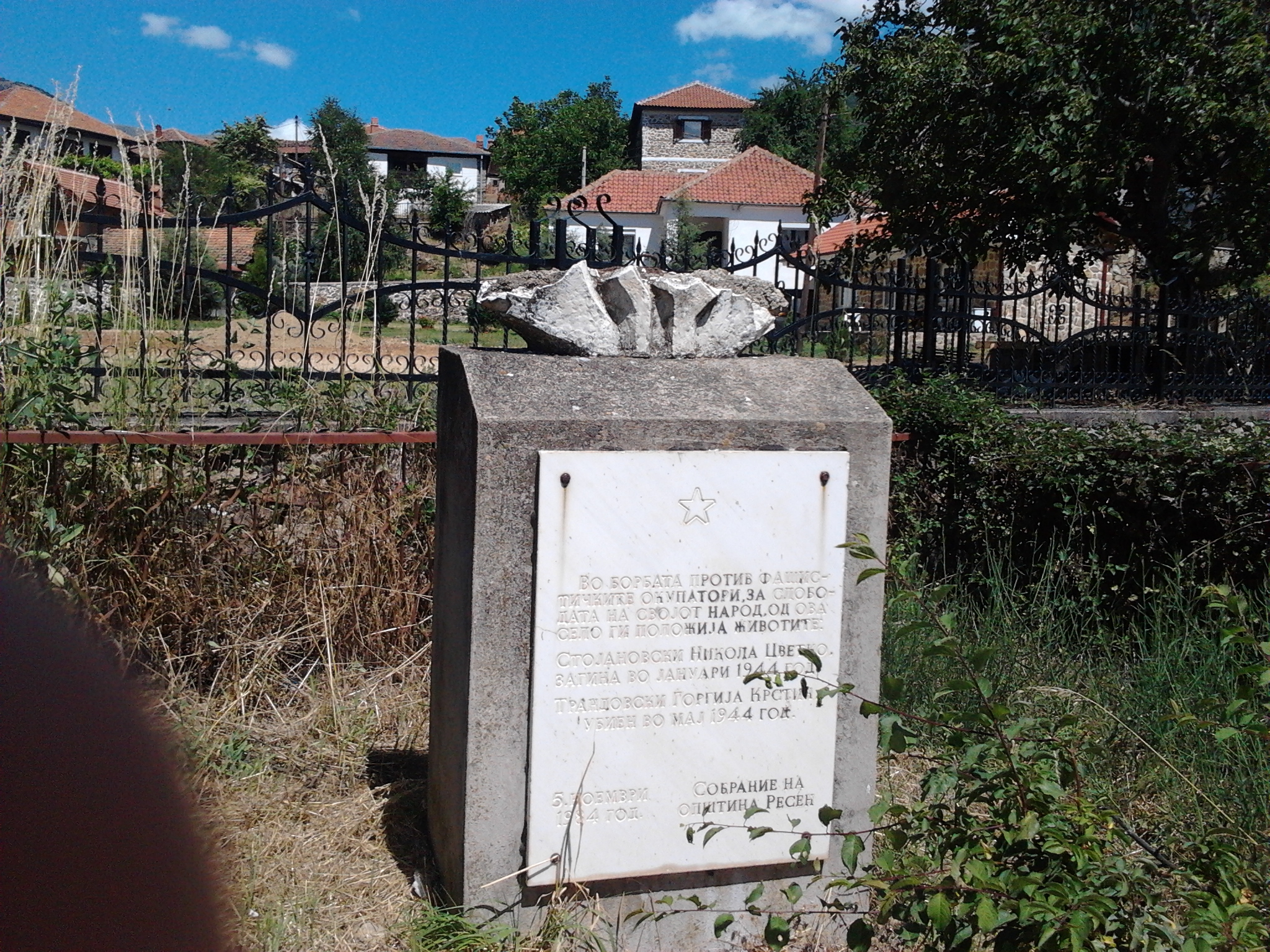
Пам'ятник бійцям Нвродно-визвольної армії Югославії

У селі стоїть пам'ятник бійцям Народно-визвольної армії Югославії, що загинули під час Другої світової війни.

### Релігійні
У Брайчино наявні 5 православних церков та монастир святого Петра. Головна церква монастиря розписана в XVI і XVIII століттях.
Церкви:
- Св. Миколая. На західній околиці, побудована 1871—1872 років на місці старішої церкви
- Св. Богородиці. У північно-західній частині, поблизу кладовища.
- Св. Іллі. У північно-східній частині.
- Св. Архангела.
- Св. Афанасія.

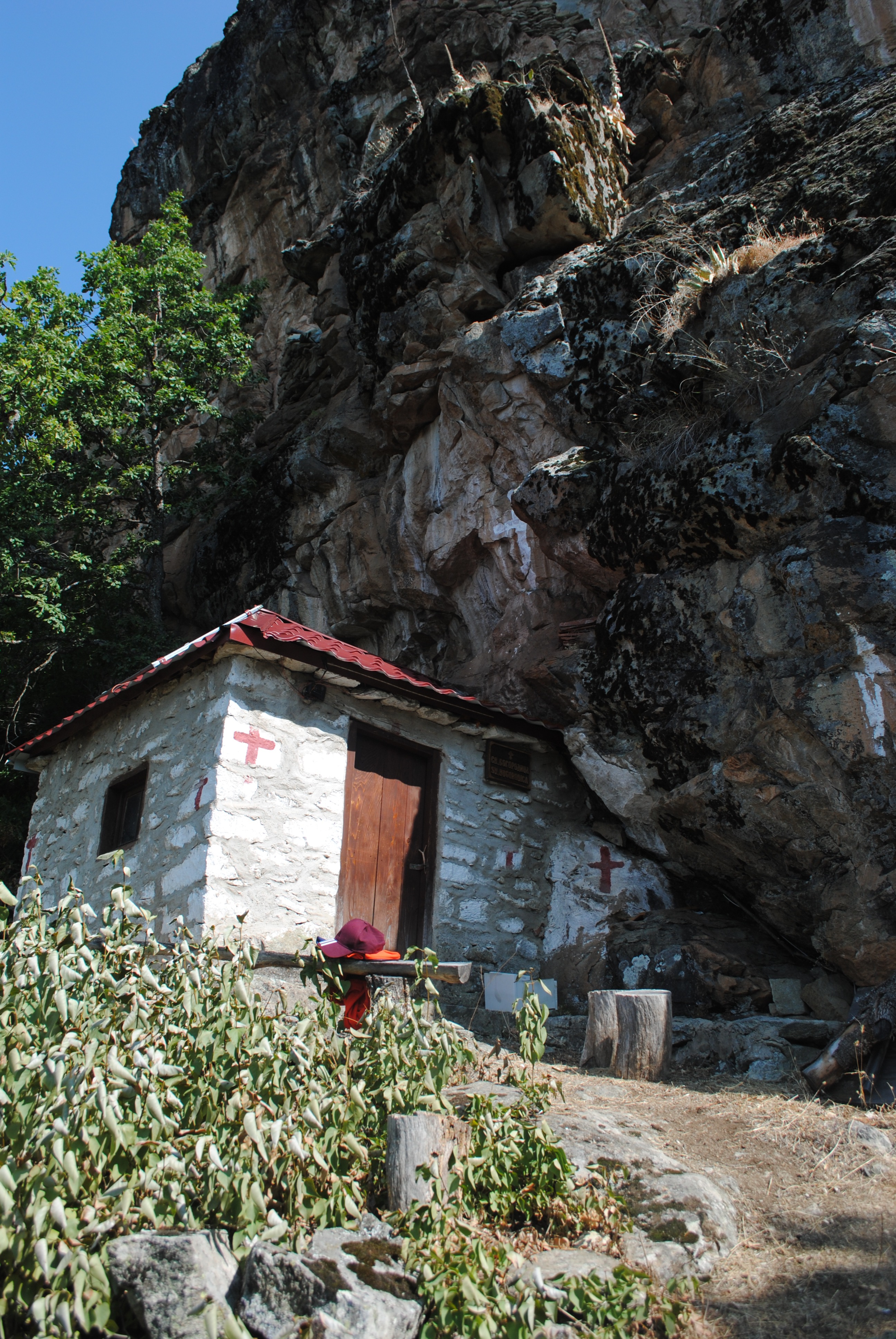
Церква св. Богородиці
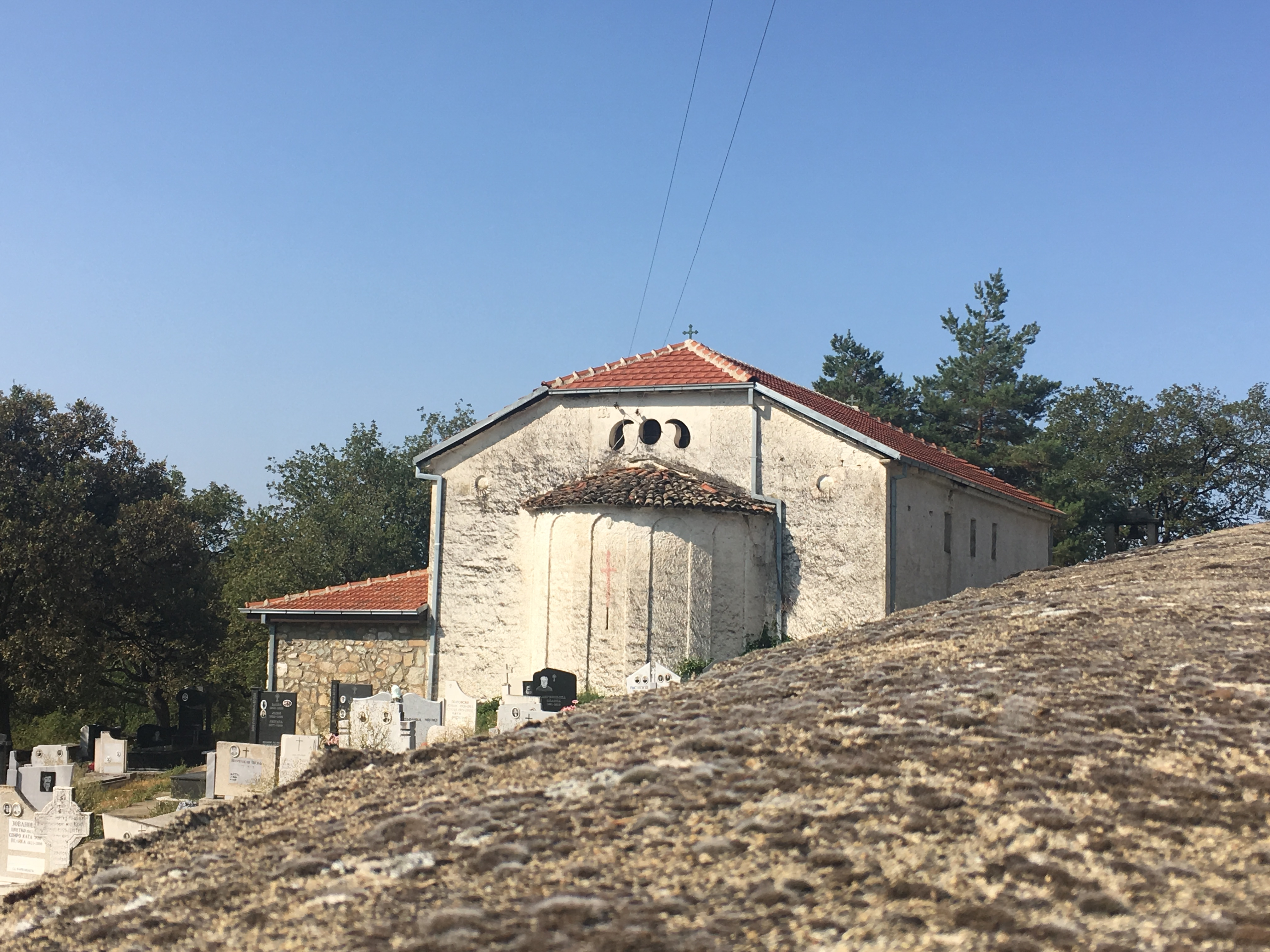
Церква св. Миколая
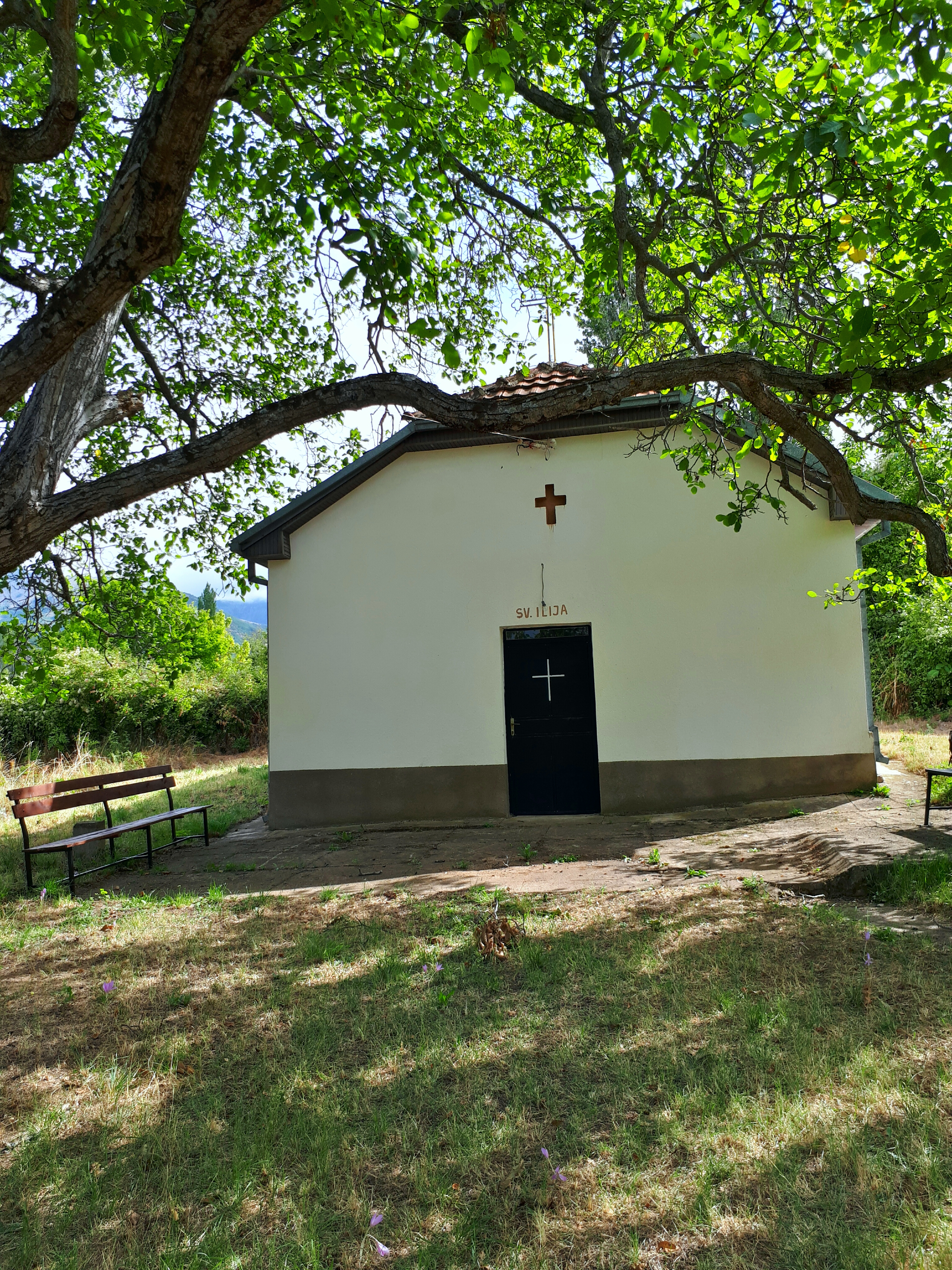
Церква св. Іллі
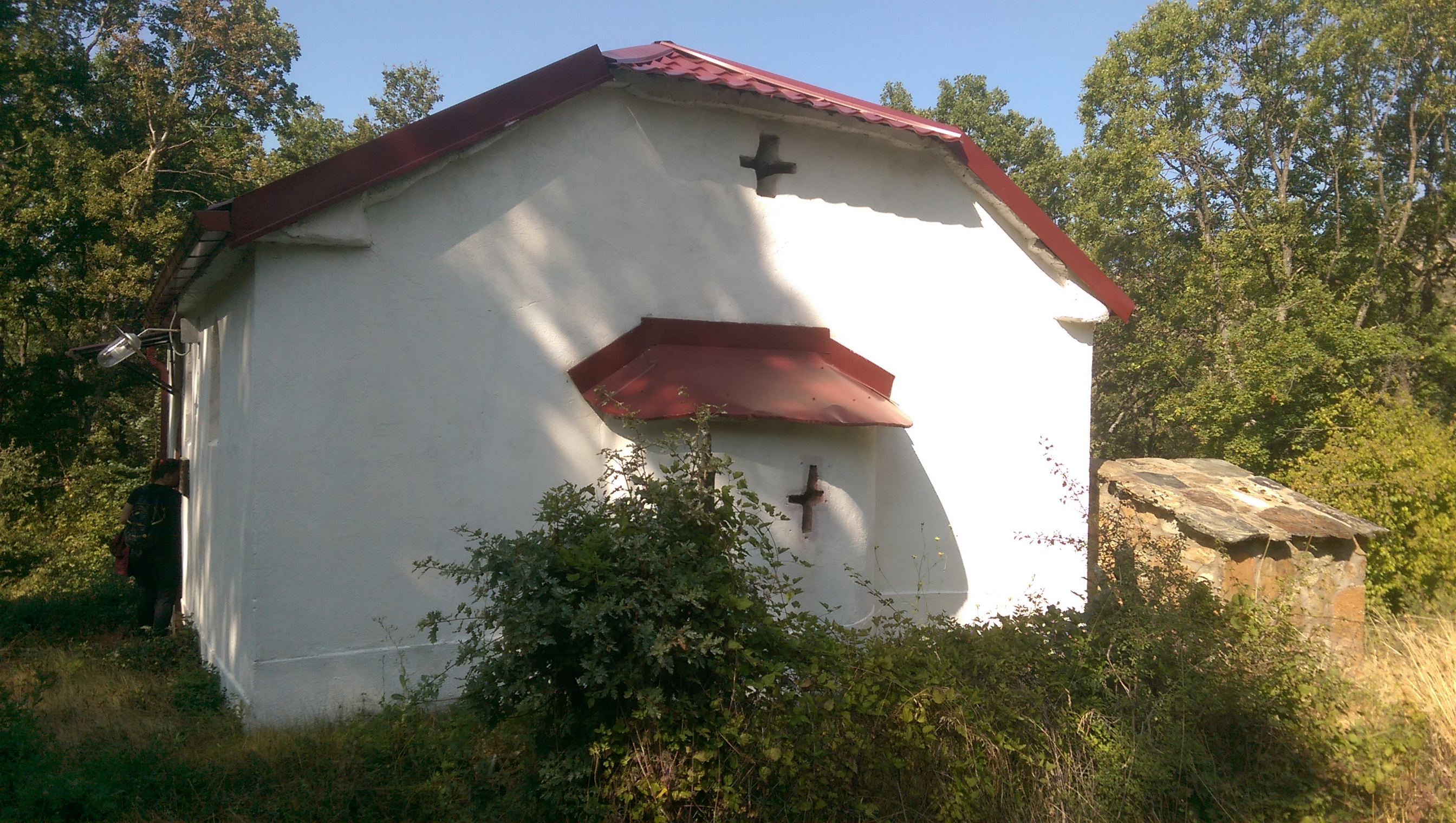
Церква св. Афанасія